# Orașele Japoniei
Orașul (町 chō or machi?) este o unitate administrativă în Japonia. Geografic, orașul face parte din prefectură sau district (郡 gun?).
Același cuvânt (町) se întâlnește și în denumirea cartierelor unui municipiu (市 shi?) sau a unui sector (区 ku?) de municipiu. Acestea reprezintă o moștenire de la sistemul administrativ mai vechi, reprezentând fostele orașe care original se aflau la periferia unui municipiu și au intrat în componența acestuia.
La 1 octombrie 2018 în Japonia există 743 orașe.

## Vezi și
- Lista orașelor din Japonia